# 乾雅人 (演出家)
乾 雅人（いぬい まさと、1964年10月10日 - ）は、日本の演出家、放送作家、プロデューサー。TBS『SASUKE』の総合演出。北海道釧路市生まれ。岐阜県出身。

## 来歴
1964年10月10日、北海道釧路市生まれ。中学校から岐阜県で過ごし、岐阜県立可児高等学校卒業後に大学に進学。大学2年生の時にテレビ朝日でアルバイトを開始し、3年生の時に大学を中退後、フリーランスのアシスタントディレクターとしてテレビの世界に入り、『なうNOWスタジオ』『象印クイズ ヒントでピント』（テレビ朝日）、オリンピック中継などを担当。その後、『クイズ100人に聞きました』（TBS）などを手がけ、『筋肉番付』からTBSスポーツ局の番組を担当。『SASUKE』『K-1』『DOORS』などを手がけ、『世界卓球』の総合演出を担当。
2004年、制作会社フォルコムを設立し、代表取締役社長を務める。
2012年から『SASUKE』の総合演出を務める。
2024年7月、マギー（ジョビジョバ）と菅剛史と3人でYouTubeラジオ「小さいおっさんの会」を開設した。

## 人物
- 性格は定型的なテレビマンだが、出演者である選手たちを本番前に鼓舞したり、出産祝いを送ったりと手厚い対応をするところがある。
- SASUKEのエリアは、総合演出に復帰した第28回大会からは、全て乾1人で考えている[注 2]。

- SASUKEの収録現場においては、前説と収録素材の編集も担当し、番組内で放送できなかった出場者も含めた100人分の映像をDVDにダビングし、全選手に配る業務も有志で行っている。

- 趣味はサウナと魚釣り。

## エピソード

### SASUKE関連
SASUKEの発端は、1995年からTBSで放送されていた『筋肉番付』のコーナーであったハンドウォーク（逆立ちで障害物を越える企画）の視聴率がよく、当時プロデューサーだった樋口潮がそれを越える企画を求め、「忍者みたいなのを作っておいてよ。半年後に撮るから」と言われたが、当時はアトラクション番組は『風雲たけし城』くらいしか無く、企画の構成の着手に戸惑ったため、TBSの美術プロデューサーに会い、個々のエリアを作る前に、全体の世界観を固めていくことから始まった。
STAGEを「塊」と考え、1つ目は遺跡のある草原を駆け、2つ目の塊は化学工場の内部に潜入し、3つ目の塊はぶら下がらないと落ちる奈落、最後を綱登りのタワーとし、工場の内部も奈落もクリアした者がロケットに乗り込んでどこかに飛んでいくというコンセプトの下、世界観を創造していった。
番組では単に出場者がエリアに挑戦するだけでなく、それぞれの出場者たちの人間模様を描く構成となっているが、それの元となったのは山田勝己だという。SASUKEにのめり込むあまり、仕事をリストラされ無職となり、そり立つ壁やスパイダーウォークのエリアを自宅に再現し、仕事に費やしていた時間をSASUKEのトレーニングに充てていた。
史上初の完全制覇者となった秋山和彦は、先天性の弱視によりあらゆる夢を断念。乾は秋山が鍼灸師の資格取得に向けて盲学校で勉強していた時期に出会った。秋山は2nd STAGE以降の挑戦は日没後の収録で、周囲が薄暗い影響でエリアがほとんど見えなくなってしまうハンデがあり、乾から「もう辞めたらどうか」と諭したところ、「ハンディキャップがあることを言い訳にしたくないからやめません」との返答があり、これがある種人間の生き様だと乾は感じたという。1999年の第4回大会で、秋山が史上初の完全制覇を成し遂げた際、それまで公表していなかった弱視を番組内で触れていいか打診したところ、本人から「ハンデを背負っている風にみられるので言いたくない」と断られた。だが、「ハンデの無い者たちが脱落していったSASUKEを攻略したことはとても素晴らしい」と乾が説得し、放送に至った。
アクション俳優のケイン・コスギは第1回から出場し、当時は『スポーツマンNo.1決定戦』（TBS）のトレーニングに取り組み、SASUKEに特化したトレーニングはしていなかったが、出場した3大会は連続で3rd STAGEまで進出していた。しかし、2001年の第7回大会で初めて2nd STAGEでリタイアし、競技後ケインは乾に「FINAL進出するために『SASUKE』のトレーニングを始めるから、次のスポーツマンNo.1（決定戦）は捨ててもいいか？」と言い放った。結果、スポーツマンでは照英が総合No.1に輝いたが、SASUKEでは第8回大会でFINAL STAGEに進出し、以降はハリウッド挑戦のため緑山を後にしていたが、第40回記念大会で21年ぶりに復活した。

### その他
サッカーゲームの『ウイニングイレブンシリーズ』で中村俊輔と対戦し、勝利したことがある。

## 担当番組

### 現在の担当番組
- SASUKE
- KUNOICHI
- 世界卓球

### 過去の担当番組
- なうNOWスタジオ
- 象印クイズ ヒントでピント
- 関口宏の東京フレンドパークII
- クイズ100人に聞きました
- 筋肉番付
- 最強の男は誰だ!壮絶筋肉バトル!!スポーツマンNo.1決定戦
- リアル脱出ゲームTV
- DOORS
- 麺王
- キャプテン☆ドみの
- 頭脳の祭典!クイズ最強王者決定戦!!〜ワールド・クイズ・クラシック〜
- 旅するサウナ
- HANZO

### 配信
- 風雲!たけし城（Amazon Prime Video）